# Md Abdul Mubeen
Mohammed Abdul Mubeen est un général bangladais qui a occupé le poste de chef d'état-major de l'armée du Bangladesh. Avant d'être chef d'état-major de l'armée, Mubeen a occupé le poste d'officier d'état-major principal de la division des forces armées. Avant cela, il a été officier général commandant de la 24e division d'infanterie et de la 55e division d'infanterie.
Il est actuellement président et directeur désigné de United Power Generation & Distribution Company Limited.

## Éducation et nomination
Il a été cadet du Mirzapur Cadet College, Tangail. Il a été affecté au régiment d'infanterie de l'armée du Bangladesh (East Bengal Regiment) le 30 novembre 1976,. Mubeen est diplômé du Defence Services Command and Staff College (DSCSC) et du National Defence College (NDC) de Mirpur, à Dacca. En tant qu'officier de l'armée, Mubeen a suivi divers programmes de formation, notamment le cours de conversion des armes de l'OTAN, le cours sur les armes d'infanterie, le cours de commandement supérieur, etc., et a participé à des ateliers et des séminaires dans au moins quinze pays, dont l'Inde et la Chine,.

## Carrière
Mubeen a occupé diverses fonctions au niveau des bataillons, notamment le commandement de deux bataillons d'infanterie et d'une brigade d'infanterie. Au niveau de l'état-major, il a été major de brigade (état-major des opérations) au quartier général d'une brigade d'infanterie indépendante, officier d'état-major général de premier grade (état-major des opérations) au quartier général d'une division d'infanterie et à l'académie militaire du Bangladesh (en), secrétaire particulier du chef d'état-major de l'armée et directeur de la direction de la formation militaire au quartier général de l'armée. Il a également occupé le poste important de directeur général de l'Institut d'études internationales et stratégiques du Bangladesh (BIISS) et d'officier d'état-major principal (PSO) au bureau du Premier ministre, division des forces armées (AFD). Il a été commandant du Defence Services Command & Staff College. Il a commandé deux divisions d'infanterie, Jessore et Chittagong, en tant qu'officier général commandant (GOC). Sur la scène internationale, le général a rendu service en tant que gardien de la paix en qualité de chef d'état-major (région Nord) dans le cadre de l'opération des Nations unies au Mozambique (ONUMUZ),.

## Vie privée
Il est marié à Syeda Sharifa Khanom, et a deux fils et une fille. Son fils aîné est un officier de l'armée de troisième génération ; le père de Mubeen était également un officier de l'armée. Il pratique le golf comme passe-temps et a été un joueur décoré de l'équipe de hockey de l'armée à ses débuts.